# Alagnon
L'Alagnon és un riu del centre de França. Es tracta d'un afluent del riu Allier. Té la font al puig de Bataillouze, al costat de Lioran, en el departament del Cantal i desemboca a l'Allier en el departament de Puy-de-Dôme a l'altura d'Auzat-la-Combelle (també anomenat Auzat-sur-Allier) al lloc anomenat le Saut du Loup.

## Geografia

### Principals afluents
- El Lagnon
- L'Allanche
- L'Arcueil
- L'Alagnonnette
- La Violette
- La Sianne
- La Voireuze
- La Bave

### Ciutats que atravessa

#### Cantal
- Murat
- Neussargues-Moissac
- Massiac
- Molompize

#### Alt Loira
- Lempdes-sur-Allagnon (escrit amb dues "l", tot i que el riu només s'escriu amb una)

#### Puy-de-Dôme
- Auzat-la-Combelle